# Markús Örn Antonsson
Markús Örn Antonsson (* 25. Mai 1943 in Reykjavík) ist ein isländischer Politiker (Unabhängigkeitspartei) und war von 2005 bis 2008 Botschafter seines Heimatlandes in Kanada.
Markús Örn besuchte das Menntaskólinn í Reykjavík und erhielt dort 1965 seinen Abschluss. Von 1961 bis 1965 war er als Teilzeitjournalist und Fotograf für die Tageszeitung Morgunblaðið tätig. Danach war er von 1965 bis 1970 bei Ríkisútvarpið (RÚV) als Reporter und Moderator.
Markús Örns politische Karriere begann, als er in den Stadtrat von Reykjavík gewählt wurde. Diesem gehörte er von 1970 bis 1985 an und war in dieser Zeit von 1983 bis 1985 Präsident des Stadtrates. 1991 bis 1994 hatte Markús Örn das Amt des Bürgermeisters von Reykjavík inne und war Vorsitzender der Fraktion der Unabhängigkeitspartei im Stadtrat. 2005 wurde er isländischer Botschafter in Kanada und vertrat sein Heimatland dort bis 2008. Seine Nachfolgerin in diesem Amt wurde Sigríður Anna Þórðardóttir.
Markús Örn Antonsson ist verheiratet, hat zwei Kinder sowie zwei Enkelkinder. Seit 1983 ist er Mitglied von Rotary.

## Quelle
- Biografie auf der Internetseite der isländischen Botschaft